# Порту-Амазонас
Порту-Амазонас (порт. Porto Amazonas) — муниципалитет в Бразилии, входит в штат Парана. Составная часть мезорегиона Агломерация Куритиба. Входит в экономико-статистический микрорегион Лапа. Население составляет 4722 человека на 2006 год. Занимает площадь 186,575 км². Плотность населения — 25,3 чел./км².

## Статистика
- Валовой внутренний продукт на 2003 год составляет 44 387 649,00 реалов (данные: Бразильский институт географии и статистики).
- Валовой внутренний продукт на душу населения на 2003 год составляет 9866,11 реалов (данные: Бразильский институт географии и статистики).
- Индекс развития человеческого потенциала на 2000 год составляет 0,774 (данные: Программа развития ООН).